# 桃城镇 (永春县)
桃城镇，是中华人民共和国福建省泉州市永春县下辖的一个乡镇级行政单位。

## 行政区划
桃城镇下辖以下地区：
桃城社区、桃东社区、桃溪社区、化龙社区、环翠社区、德风社区、留安社区、榜头社区、南星社区、花石社区、济川社区、卧龙社区、长安社区、张埔社区、丰山村、洛阳村、上沙村、姜莲村、仑山村、外坵村、洋上村和大坪村。